# André Jouffrault
André Jouffrault est un homme politique français né le 1er septembre 1887 à Montpont-sur-l'Isle (Dordogne) et décédé le 14 décembre 1975 à Limeil-Brévannes (Val-de-Marne).
Médecin, il est le fils de Camille Jouffrault, ancien député et sénateur des Deux-Sèvres. En 1919, il devient conseiller municipal et maire d'Argenton-Château, puis conseiller général. Il est député des Deux-Sèvres de 1924 à 1936, inscrit au groupe radical. Il conserve son mandat de maire jusqu'à la Libération. Il tente, sans succès, de retrouver un mandat sous la IVᵉ république, tout en exerçant des responsabilités dans l'administration des douanes à Paris.

## Distinctions
- Officier de la Légion d'honneur (16 décembre 1937)[1]

- Croix de guerre 1914–1918

## Sources
1. ↑  « Recherche - Base de données Léonore », sur www.leonore.archives-nationales.culture.gouv.fr (consulté le 24 juillet 2023)

- « André Jouffrault », dans le Dictionnaire des parlementaires français (1889-1940), sous la direction de Jean Jolly, PUF, 1960 [détail de l’édition]